# 地平坐標系

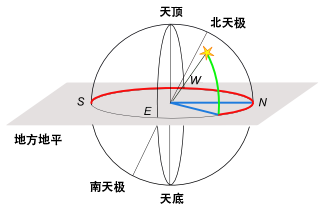
地平坐標系：方位角可分為由北點開始向東方順時鐘方向所定義的北方位角(如圖中所示兩條藍線夾角)，或是從南點向西方順時鐘方向所定義的南方位角(如圖中紅色弧線所示夾角)，高度角為星體與地平面的夾角（綠色弧線夾角）

地平坐標系（英语：Horizontal coordinate system），是天球坐標系統中的一種，以觀測者所在地為中心點，所在地的地平線作為基礎平面，將天球適當的分成能看見的上半球和看不見（被地球本身遮蔽）的下半球。上半球的頂點（最高點）稱為天頂，下半球的頂點（最低點）稱為地底。
地平坐標系統由兩個夾角來定義一個天體位置的極座標：
- 高度角（Altitude, Alt）或仰角又稱地平緯度，是天體和觀測者所在地的地平線的夾角。
- 方位角（Azimuth, Az）又稱地平經度，是沿着地平線測量的角度. 一般文獻指稱的方位角是以正北方為0度起點, 順時鐘向東方測量. 但對於某些觀星者或航海家而言, 定義以南方為0度起點的方向角, 有其方便性. 因此以下將以 {\displaystyle A_{N}} 及 {\displaystyle A_{S}} 分別代表(以正北為0度的)北方位角及(以正南為0度的)南方位角。

因此地平坐標系有時也被稱為高度/方位（Alt/Az）坐標系統。

## 簡略的觀測
地平坐標系統是固定在地球上而不是恆星，所以天體出現在天球上的高度和方位會隨著時間，在天球上不停的改變。另一方面，因為基礎平面是觀測者所在地的地平面，所以相同的天體在相同的時間從不同的位置觀察，也會有不同的高度和方位。
地平坐標系在測量天體的出沒上非常的好用，當一個天體的高度為0°，就表示他位於地平線上。此時若其高度增加，就代表上升；若高度減少，便是下降。然而天球上所有天體的運動都受到由西向東的周日運動支配，所以與其笨拙的去觀察高度是增加或減少，不如改為觀察天體的方位更容易來判斷是上升或是下降：
- 當天體的方位在0°～180°之間（北方—東方—南方，亦即子午線之東）是上升。
- 當天體的方位在180°～360°之間（南方—西方—北方，亦即子午線之西）是下降。

但在下面的特殊位置則例外：
- 在北極點，因為天頂就是北天極，所有的方向都是南方，所以無法定出方位，但這並不造成問題，因為所有天體的高度無論任何時間都不會改變，即既不升高也不降低，只繞北極星以逆時針轉動。（头朝下感觉天星是顺时针转，抬头望天，才看见天星逆时针转）
- 在南極，地面上所有方向都是北方，也會有與北極相同情況，只是所有星星皆繞天頂的南天極順時針轉動。
- 在赤道，位於極點的天體會固定不動的永遠停留在地平線上的那一個點。（但實際上由於天極很接近地平線，在該處天體未必能直接看到）

需要注意的是：前面所考慮的衹是理論上的幾何地平，即不考慮地球大氣層對天體位置的影響，讓觀測者的地平線完全以理想的海平面構成。因為地球有弧度，實際上看見的視地平面會隨著觀測者的高度增加而降低（出現負值）。另一方面大氣層也會將地平線下半度的天體折射到地平線上。

## 與赤道坐標系的互換
只要知道觀測者的地理坐標與時間，就可以將地平坐標轉換成赤道坐標，或是反過來將赤道坐標轉換成地平坐標。
在以下公式中，以{\displaystyle A}代表方位，{\displaystyle a}代表高度。
以{\displaystyle \alpha }表示赤經，{\displaystyle \delta }表示赤緯，{\displaystyle H}表示時角。
φ為觀測者所在地的纬度。
不管赤緯或地理緯度, 都是以北極點為+90°，在赤道是0°，南極點是-90°。

#### 天體時角與本地恆星時
在地平座標轉換前一般會先計算天體的本地時角 (Local Hour Angle, LHA) (或稱地方時角)。天體的本地時角{\displaystyle H}為觀測時通過本地子午圈的天球經線的赤經值{\displaystyle \alpha _{L}} 與天體赤經 {\displaystyle \alpha }的差值 ({\displaystyle H\equiv \alpha _{L}-\alpha }), 也代表星體所在的赤經線與南方子午線在赤道面的夾角. 由於方位角是以南方(或北方)為基準, 所以用時角來轉換到方位角頗為直覺. 上述的 {\displaystyle \alpha _{L}} 正式名稱為本地恆星時 (Local Sidereal Time, LST, {\displaystyle LST\equiv \alpha _{L}}). 想像當地球以穩定的自轉速度旋轉時, 在每個恆星日, 南方子午線上會陸續通過赤經為 {\displaystyle 0^{h},1^{h},...,\alpha ^{h}}, ..., {\displaystyle \alpha _{L}^{h}}, ..., {\displaystyle 24^{h}(\equiv 0^{h})} 東昇西落的星星, 就可想像 {\displaystyle \alpha _{L}} 可以當成觀測本地的一個時鐘, 上面顯示的時鐘刻度就是本地恆星時 ({\displaystyle LST}), 換算成一小時 15 度, 也就是觀測地經線相對於天球赤道起點 (春分點, {\displaystyle \alpha _{0}=0^{h}}) 的旋轉角度. 而天體的時角就代表從天體中天時刻到觀測時刻所經歷的時間或轉動的角度. 顯然, 本地恆星時由觀測時間{\displaystyle t}及觀測地經度{\displaystyle \lambda }決定 ({\displaystyle \alpha _{L}=\alpha _{L}(t,\lambda )}). 所以, 天體的時角也由天體的赤經{\displaystyle \alpha }及{\displaystyle t,\lambda }共同決定，故{\displaystyle H}有時也會寫成{\displaystyle H(\alpha ,t,\lambda )} 或 {\displaystyle H(\alpha )}, 代表赤經在特定觀測時地的替代表示方式. 這也是為什麼在空間座標轉換時, (星體座標)會用去除時地標誌的天體時角(及赤緯)來代替其赤經(及赤緯)的原因. 總結上述說明, 星體的時角與本地恆星時的關係及計算公式為:
{\displaystyle {\begin{aligned}H(\alpha ,t,\lambda )&=LST(t,\lambda )-\alpha &&\equiv \alpha _{L}-\alpha \\LST(jd,\lambda )&=GST(jd)+\lambda &&\equiv \alpha _{L}(jd,\lambda )\\GST(jd)&=241.3872+360.9856091\times (jd-2440000.5)&&\equiv LST(jd,0^{\circ })\\GHA(\alpha ,t)&\equiv H(\alpha ,t,0^{\circ })&&=GST(t)-\alpha \\H(\alpha ,t,\lambda )&=GHA(\alpha ,t)+\lambda &&=GST(t)+\lambda -\alpha \end{aligned}}}
如上所示, LST 可由 GST 加計本地地理經度求得. 其中, GST 為格林威治恆星時, 亦即 0 度經線上之觀測站的 LST. 上述公式中, {\displaystyle \theta _{0}=}241.3872 (度)代表在參考曆元 {\displaystyle T_{0}=} 2440000.5 JD (儒略日, Julian Date) (相當於1968/5/24.0) 時, 經過格林威治本初子午線的遙遠恆星的赤經.
{\displaystyle R_{0}=}360.9856091 (度/太陽日)代表一天 (一個平太陽日) 之內地球轉動的度數. 乘以 {\displaystyle t} (用儒略日 jd 表示) 與 {\displaystyle T_{0}} 的差值, 代表至觀測時間 {\displaystyle t} 總共新增的轉動度數.
當然, 這些角度都要調整到 [0, 360] 或 [-180, +180] 的範圍. 由 LST 就可以知道觀測時通過本地子午線的星體的赤經了.
一般導航用的天文年鑑或曆書 (almanac), 並無法把主要天文導航天體(如太陽, 月亮, 行星, 及約 57 顆導航用亮星), 在所有城市的本地時角, 都刊印出來, 僅能列印他們在格林威治所觀測到的天體時角, 即格林威治時角 (Greenwich Hour Angle, GHA), 再由領航員從 {\displaystyle LHA=GHA+\lambda } 的關係中加計經度推算出 {\displaystyle LHA}. 因此, 上列公式也把 GHA 的相關式子列出來做為參考.
- 單位與慣例: 上列公式中的經度 {\displaystyle \lambda }, 以東經為正, 西經為負, 故亦稱為東經度, 可表示為 {\displaystyle \lambda _{E}}. 某些地區習慣取西經為正, 東經為負, 稱為西經度. 為示區別, 可表示為 {\displaystyle \lambda _{W}} ({\displaystyle \lambda _{W}=-\lambda _{E}}). 本頁所稱經度概以東經度為主, 即 {\displaystyle \lambda \equiv \lambda _{E}}. 而公式中的夾角皆以角度(degree)為單位, 若改成弳度 (radian) 或時間, 則可用 {\displaystyle 360^{\circ }\equiv 2\pi {\text{ rad}}\equiv 24^{h}} 換算.

此外, 對同一觀測目標 ({\displaystyle \alpha }), 在同一觀測地 ({\displaystyle \lambda })而言:
{\displaystyle {\begin{aligned}GST(jd)&=\theta _{0}+R_{0}\times (jd-T_{0})&&=LST(jd,\lambda )-\lambda &&=H(\alpha ,t,\lambda )-\alpha -\lambda \\\Delta ST&\triangleq GST(jd1)-GST(jd0)&&=LST(jd1,\lambda )-LST(jd0,\lambda )\\&=H(\alpha ,jd1,\lambda )-H(\alpha ,jd0,\lambda )&&\triangleq \Delta H\\\Delta ST&=R_{0}\times (jd1-jd0)&&=\Delta t\times R_{0}&&=\Delta H\\\Delta t&\triangleq jd1-jd0&&=\Delta ST/R_{0}&&=\Delta H/R_{0}\\jd1&=jd0+\Delta ST/R_{0}&&=jd0+\Delta H/R_{0}\\\end{aligned}}}
也就時說, 在同一觀測地, 恆星時差({\displaystyle \Delta ST})與天體時角差({\displaystyle \Delta H})是相同的, 且都跟觀測時間差({\displaystyle \Delta t})成正比. 只不過恆星時鐘與太陽時鐘的時間長度及速度不一樣, 地球公轉一周看到遠處恆星的次數比看到近處太陽的次數正好多1次. 所以, 恆星時鐘比太陽時鐘走得快一點. 若要把恆星時差換算成手錶上的時差(平太陽時), 就必須多除以 {\displaystyle R_{0}} 這個係數 ({\displaystyle R_{0}\approx (365.25+1)/365.25\times 360^{o}}). 在許多有關天文事件時間 (jd1) 或時差(duration) (Δ t) 的計算問題上 (如日出時刻、日落時刻、星體中天時刻、曙暮光始末時刻、日照時間或白天長度)
, 要記得用這個比例常數來調整兩種不同時間的刻度. 例如, 1 恆星日 ({\displaystyle \Delta ST=360^{0}}) 的時間長度大約相當於 {\displaystyle \Delta t=23^{h}56^{m}4.09^{s}} (平太陽時), 與一天(太陽日)的長度差了約 4 分鐘.

### 赤道坐標轉為地平坐標
赤道坐標轉為地平坐標時, 可以透過以下的關係, 由天體的赤經 ({\displaystyle \alpha }) 及赤緯 ({\displaystyle \delta }), 求得天體的方位角({\displaystyle A}) 及高度角 ({\displaystyle a})。
{\displaystyle {\begin{aligned}Z_{h}&=\sin a&&=\sin \phi \cdot \sin \delta +\cos \phi \cdot \cos \delta \cdot \cos H\\X_{h}&=\cos A\cdot \cos a&&=-\cos \phi \cdot \sin \delta +\sin \phi \cdot \cos \delta \cdot \cos H\\Y_{h}&=\sin A\cdot \cos a&&=\cos \delta \cdot \sin H\\\end{aligned}}}
根據以上關係式, {\displaystyle a=arcsin(Z_{h})}. {\displaystyle A} 則可由 {\displaystyle X_{h},Y_{h}} 求得.
有種方式是把 {\displaystyle Y_{h},X_{h}} 相除後消去{\displaystyle \cos a}項，而化簡為{\displaystyle \tan A=Y_{h}/X_{h}}, 再用 {\displaystyle \arctan(Y_{h}/X_{h})} 來求 {\displaystyle A}。但是, {\displaystyle \arctan(Y_{h}/X_{h})} 使用的反正切函數的值域只在[-90, 90] 度之間, 無法完整涵蓋 [0, 360] (或 [-180,+180]) 度的方位角. 而在 0 到 360 (或 [-180,+180]) 度之間, {\displaystyle \tan } 值相同的角度有兩個 ({\displaystyle \tan A=\tan(A\mp 180)=Y_{h}/X_{h}}). 例如45°和225°是完全不同的方位, 但正切值相同。因此, 必須根據{\displaystyle X_{h}} 及 {\displaystyle Y_{h}} 的正負符號, 決定方位角落在哪個象限. 如果這些同值的角度落在非值域的第二及第三象限, 即 X 值為負時, {\displaystyle \arctan(Y/X)} 必須 +/-180 度, 才會得到正確的 {\displaystyle A}. 若為 X=0 (Y/X 為無限大) 的特殊狀況, 則依 {\displaystyle Y_{h}} 的正負符號, 定義其方位角為 +90 或 -90 度。若 X, Y 皆為 0 (即天體在天頂), 則可依習慣定義方位。
{\displaystyle {\begin{aligned}\tan A&={\frac {\cos \delta \cdot \sin H}{-\cos \phi \cdot \sin \delta +\sin \phi \cdot \cos \delta \cdot \cos H}}&&={\frac {Y_{h}}{X_{h}}}\\&={\frac {\sin H}{-\cos \phi \cdot \tan \delta +\sin \phi \cdot \cos H}}\\A_{0}&\triangleq \arctan {\frac {Y_{h}}{X_{h}}}&&\in [-90,90]\\A&={\begin{cases}A_{0}&\qquad X_{h}>0&\in [-90,90]\\A_{0}+180^{\circ }&\qquad Y_{h}\geq 0,X_{h}<0&\in [90,180]\\A_{0}-180^{\circ }&\qquad Y_{h}<0,X_{h}<0&\in [-90,-180]\\+90^{\circ }&\qquad Y_{h}>0,X_{h}=0\\-90^{\circ }&\qquad Y_{h}<0,X_{h}=0\\{\text{undefined}}&\qquad Y_{h}=0,X_{h}=0\end{cases}}\end{aligned}}}
其實不少程式語言(如 C, C++, Java, Python) 都有提供一個叫做 ATAN2(Y,X) (或 ATAN2(X,Y)) 的反三角函數 (atan2是已將象限納入考量的反正切函數), 可算出 {\displaystyle \arctan(Y/X)} 的值, 並根據 (X,Y) 的正負號判斷所屬象限, 從而決定 (X, Y) 向量與 X 軸的夾角, 讓他的值域涵蓋 360 度角. 這對決定方位角非常方便, 省掉自己編寫程式碼來判斷象限的麻煩. 至於高度角 {\displaystyle a} 的求解, 可令第一個公式等號右邊的值為 {\displaystyle Z}, 用 {\displaystyle a=\arcsin(Z)} 求 {\displaystyle a} 值即可, 不必再做調整. 因為, {\displaystyle \arcsin } 的值域為正負 90 度, 正好對應地平線上下夾角 (這狀況同樣適用於之後在計算赤經赤緯時對應北南半球緯度).

#### 兩種方位角
需要特別注意的是, 上面計算出來的方位角 {\displaystyle A} 其實指的是以南方為0度向西遞增的方位角, 而不是一般文獻指稱的, 以北方為0度, 向東遞增的方位角. 這種一般文獻上所稱的 (北)方位角 若表示成{\displaystyle A_{N}}, 則與上列計算出來的 {\displaystyle A}, 或特意表示成 {\displaystyle A_{S}} 的 南方位角, 兩者相差正好 180 度, 可以用 {\displaystyle A_{N}=A_{S}+180} 計算出來, 並調整到 0～360 度即可. 由於很多人不明白其間的差異, 因此由其他文獻上抄錄來的公式, 常因公式中某些項目的正負符號與其他來源(如維基網頁)不同, 而誤以為錯誤, 甚至錯誤更改維基百科的公式而不自知 (可察看本頁歷史編輯紀錄). 其算出的結果也可能與預期有 180 度的差異. 所以, 參照不同來源公式時, 必須小心. 而之所以會有人定義這種南方為零的南方向角, 主要是一些北半球的觀星者平時觀測的星體以南方星體為主. 因此, 以南方為零度方位, 有其方便性.

### 赤平座標轉換之矩陣轉換式
上列公式並不容易理解其來由, 若移項重新整理, 並刻意以 {\displaystyle A_{s}} 提醒此方位角為南方位角, 則可得:
{\displaystyle {\begin{aligned}X_{h}&=\cos a\cdot \cos A_{S}&&=\sin \phi \cdot \cos \delta \cdot \cos H-\cos \phi \cdot \sin \delta \\Y_{h}&=\cos a\cdot \sin A_{S}&&=\cos \delta \cdot \sin H\\Z_{h}&=\sin a&&=\cos \phi \cdot \cos \delta \cdot \cos H+\sin \phi \cdot \sin \delta \\\end{aligned}}}
其矩陣形式則為:
{\displaystyle {\begin{bmatrix}X_{h}\\Y_{h}\\Z_{h}\end{bmatrix}}={\begin{bmatrix}\cos a\cdot \cos A_{S}\\\cos a\cdot \sin A_{S}\\\sin a\\\end{bmatrix}}={\begin{bmatrix}\sin \phi &0&-\cos \phi \\0&1&0\\\cos \phi &0&\sin \phi \end{bmatrix}}\times {\begin{bmatrix}\cos \delta \cdot \cos H\\\cos \delta \cdot \sin H\\\sin \delta \end{bmatrix}}}
{\displaystyle A_{S}=atan2(Y_{h},X_{h})}, {\displaystyle a=\arcsin(Z_{h})}
其中, 最右邊要被轉換的行向量表示赤道極座標 {\displaystyle (\alpha ,\delta )} 或 {\displaystyle (H,\delta )} ({\displaystyle H=LST-\alpha }) 投影在赤道面某選定直角座標的三個分量 {\displaystyle (X_{e},Y_{e},Z_{e})}, 等號左邊的轉換後所得行向量表示地平極座標 {\displaystyle (A_{S},a)} 投影在地平面某選定直角座標的三個分量 {\displaystyle (X_{h},Y_{h},Z_{h})}. 中間的轉換矩陣代表將赤道座標沿著子午線由天球北極 (Z 軸) 轉向赤道面 (X軸) 轉動 90-{\displaystyle \phi } 度角的座標旋轉矩陣. 這樣的矩陣式說明了原公式的直覺意義, 對於需要時常計算的觀星者,航海家或天文計算程式員而言比較不必硬記, 也較不容易弄錯.

### 地平坐標轉為赤道坐標
上列矩陣轉換公式, 也讓地平座標轉赤道座標變得容易. 事實上, 只要把轉換對象調換, 並進行逆轉換即可. 換句話說, 前式的兩個行向量只要互相調換, 並把原來的轉換矩陣變成他的逆矩陣 (inverse matrix) 即可得到反向轉換公式. 有趣的是, 座標轉換的逆矩陣也是他的轉置矩陣 (transpose matrix), 也就是行列互換的矩陣, 因此並不需要費力去求原轉換矩陣的逆矩陣. 因此, 我們可以輕易得到:
{\displaystyle {\begin{bmatrix}X_{e}\\Y_{e}\\Z_{e}\end{bmatrix}}={\begin{bmatrix}\cos \delta \cdot \cos H\\\cos \delta \cdot \sin H\\\sin \delta \end{bmatrix}}={\begin{bmatrix}\sin \phi &0&\cos \phi \\0&1&0\\-\cos \phi &0&\sin \phi \end{bmatrix}}\times {\begin{bmatrix}\cos a\cdot \cos A_{S}\\\cos a\cdot \sin A_{S}\\\sin a\\\end{bmatrix}}}
亦即
{\displaystyle {\begin{aligned}X_{e}&=\cos \delta \cdot \cos H&&=\sin \phi \cdot \cos a\cdot \cos A_{S}+\cos \phi \cdot \sin a\\Y_{e}&=\cos \delta \cdot \sin H&&=\cos a\cdot \sin A_{S}\\Z_{e}&=\sin \delta &&=-\cos \phi \cdot \cos a\cdot \cos A_{S}+\sin \phi \cdot \sin a\\\end{aligned}}}
{\displaystyle H=atan2(Y_{e},X_{e})}, {\displaystyle \alpha =LST(t,\lambda )-H(\alpha )}, {\displaystyle \delta =\arcsin(Z_{e})}.
其中, {\displaystyle LST(t,\lambda )} 為觀測者所在經度 {\displaystyle \lambda } 於觀測時間 {\displaystyle t} 的本地恆星時.

### 方位角以北為零時的赤平座標相互轉換
前面已提到, 實用上有兩種方位角, 前面計算的其實是南方位角 {\displaystyle A_{S}}. 一般官方文獻所提的方位角為北方位角 {\displaystyle A_{N}}. 為了避免混淆, 以下將使用 {\displaystyle A_{N}}時的座標轉換公式也一併列出, 以便相互對照.

#### 赤道轉北地平
赤道轉地平, 求 {\displaystyle A_{N}} 的方法除了用先前方法算出 {\displaystyle A_{S}} 再加 180 度之外, 也可以將原來的轉換公式中的 {\displaystyle X_{h}} 跟 {\displaystyle Y_{h}}等號右側方程式都加負號, 並把等號左側的 {\displaystyle A_{S}} 改成 {\displaystyle A_{N}} 即可. 其結果是:
{\displaystyle {\begin{aligned}X_{hN}&=\cos a\cdot \cos A_{N}&&=-\sin \phi \cdot \cos \delta \cdot \cos H+\cos \phi \cdot \sin \delta &&=-X_{h}\\Y_{hN}&=\cos a\cdot \sin A_{N}&&=-\cos \delta \cdot \sin H&&=-Y_{h}\\Z_{hN}&=\sin a&&=\cos \phi \cdot \cos \delta \cdot \cos H+\sin \phi \cdot \sin \delta &&=+Z_{h}\\\end{aligned}}}
{\displaystyle A_{N}=atan2(Y_{hN},X_{hN})}, {\displaystyle a=\arcsin(Z_{hN})}, 或者
{\displaystyle A_{N}=atan2(-Y_{h},-X_{h})}, {\displaystyle a=\arcsin(Z_{h})}.
同時:
{\displaystyle {\begin{aligned}\tan A_{N}&={\frac {Y_{hN}}{X_{hN}}}={\frac {-Y_{h}}{-X_{h}}}={\frac {Y_{h}}{X_{h}}}=\tan A_{S}=\tan A\\\end{aligned}}}
兩者相除後，除正負號的區別外，形式完全一樣，已無法區分這裡的方位角是南方位角或北方位角。且已失去判斷象限的訊息，必須由分子分母的正負來輔助判斷。這跟之前討論如何由 {\displaystyle \tan A} (即 {\displaystyle \tan A_{S}}) 求 {\displaystyle A} 的情況一樣。
有興趣者可以把他轉成矩陣轉換式, 會發現這樣的轉換是經過兩道轉換手續, 即先轉成原先的南地平, 再把 X 軸轉 180 度, 也就是 X 值跟 Y 值都取負號.
{\displaystyle {\begin{bmatrix}X_{hN}\\Y_{hN}\\Z_{hN}\end{bmatrix}}={\begin{bmatrix}\cos a\cdot \cos A_{N}\\\cos a\cdot \sin A_{N}\\\sin a\\\end{bmatrix}}={\begin{bmatrix}-1&0&0\\0&-1&0\\0&0&1\end{bmatrix}}\times {\begin{bmatrix}\sin \phi &0&-\cos \phi \\0&1&0\\\cos \phi &0&\sin \phi \end{bmatrix}}\times {\begin{bmatrix}\cos \delta \cdot \cos H\\\cos \delta \cdot \sin H\\\sin \delta \end{bmatrix}}}

#### 北地平轉赤道
要得到使用 {\displaystyle A_{N}} 時的地平轉赤道座標轉換公式, 只要將 {\displaystyle A_{S}=A_{N}-180}代入原來的南地平轉赤道的轉換公式即可. 此代換會得出, {\displaystyle \cos(A_{S})=\cos(A_{N}-180)=-\cos(A_{N})}, {\displaystyle \sin(A_{S})=\sin(A_{N}-180)=-\sin(A_{N})}, 因此, 有以下轉換公式:
{\displaystyle {\begin{aligned}X_{eN}&=\cos \delta \cdot \cos H&&=-\sin \phi \cdot \cos a\cdot \cos A_{N}+\cos \phi \cdot \sin a&&=X_{e}\\Y_{eN}&=\cos \delta \cdot \sin H&&=-\cos a\cdot \sin A_{N}&&=Y_{e}\\Z_{eN}&=\sin \delta &&=\cos \phi \cdot \cos a\cdot \cos A_{N}+\sin \phi \cdot \sin a&&=Z_{e}\\\end{aligned}}}
{\displaystyle H=atan2(Y_{eN},X_{eN})}, {\displaystyle \alpha =LST(t,\lambda )-H(\alpha )}, {\displaystyle \delta =\arcsin(Z_{eN})}.
其中, {\displaystyle LST(t,\lambda )} 為觀測者所在經度 {\displaystyle \lambda } 於觀測時間 {\displaystyle t} 的本地恆星時.
注意，{\displaystyle (X_{eN},Y_{eN},Z_{eN})} 其實與 {\displaystyle (X_{e},Y_{e},Z_{e})} 是相同的兩組赤道座標，只是以 {\displaystyle A_{S}} 及 {\displaystyle A_{N}} 表達時，形式不同而已。
比較 {\displaystyle (X_{eN},Y_{eN},Z_{eN})} 跟 {\displaystyle (X_{hN},Y_{hN},Z_{hN})} 會發現, 兩者的轉換公式長得完全一樣, 不同的只是符號的代換. 把 {\displaystyle H} 跟 {\displaystyle \delta } 分別與 {\displaystyle A_{N}} 跟 {\displaystyle a} 互相代換就會得到另一組轉換公式. 這是因為赤道轉北地平的轉換矩陣(即矩陣式中的兩個矩陣相乘)是對稱矩陣, 所以它的逆矩陣 (已知等於轉置矩陣) 跟原轉換矩陣是一樣的. 所以, 除了符號互相替換之外, 公式的形式完全相同. 這個有趣的結果可以有兩個應用. 第一,是可以由兩個方向的轉換矩陣或轉換公式的形式是否一樣來判斷公式裡的方位角到底是不是以北方為零度的方位角. 第二,如果採用 {\displaystyle A_{N}} 為方位角, 則撰寫轉換程式碼時其實只需要寫一個函數.

## 赤道座標與地平座標轉換之應用
赤道座標與地平座標之轉換, 牽涉到觀測時間 {\displaystyle t} 或 {\displaystyle GST(t)} 或 {\displaystyle LST(t,\lambda )}, 觀測位置({\displaystyle \lambda ,\phi }), 觀測天體座標 ({\displaystyle \alpha ,\delta }) 或 ({\displaystyle H(\alpha ,t,\lambda ),\delta )} 和觀測者地面量測的視角及數據{\displaystyle (a,A)}. 透過這些相依關係, 只要固定某些變數或進行相關測量, 就可以求得其他感興趣的變數, 進行預測或量測. 這在天體追蹤, 觀測活動規劃, 個人位置定位, 天文導航 (celestial navigation) 等方面, 應用極為廣泛. 舉例而言:
- 天體位置追蹤: 由觀測時地 {\displaystyle t,(\lambda ,\phi )} 及天體座標 {\displaystyle (\alpha ,\delta )} 求其高度及方位 {\displaystyle (a,A)}.
  - 標定天體的方位及高度, 以規劃適當的觀測場地, 設置觀測儀器, 進行觀測活動.
  - 太陽位置追蹤及太陽能應用:
    - 將地面或太空船上的太陽光電模組、太陽熱能模組對準陽光方向, 以獲得最大日照強度及能量.
    - 日蝕時, 由太陽及月球相對方位及高度繪製模擬過程. 提供太陽能設備特殊處理所需的位置資訊.
- 事件時程預測: 由觀測地位置 {\displaystyle (\lambda ,\phi )} 及天體座標 {\displaystyle (\alpha ,\delta )} 求天體特殊事件發生的時刻 {\displaystyle t}, 持續時間 {\displaystyle \Delta t} 及方位高度 {\displaystyle (a,A)}.
  - 可由{\displaystyle Z_{h}(\equiv Z_{hN})} 推算時間 (隱藏在時角變數{\displaystyle H}及恆星時{\displaystyle GST}內), 由 {\displaystyle Z_{e}} 或 {\displaystyle (Z_{eN})} 推算方位.
  - 星起(rise)、星落(set)、中天(transit)時刻、可觀測時間(duration).
  - 曙光開始及暮光終止(twilight)時間: 決定最佳觀測或活動時間窗口.
  - 太陽活動(日出日落)時間及太陽能應用:
    - 計算日出(sunrise)、日落(sunset)、中天時間、方位, 及時啟動及關閉太陽能裝置, 適時啟動備用儲能系統或其他發電系統.
    - 計算日照時間, 預測太陽光電全年發電量, 規劃與其他發電裝置及儲能系統的最佳搭配.
    - 由太陽及月亮位置, 預測日蝕發生時間. 提前預警太陽能設備進行特殊處理所需的時間資訊.
    - 預測人造衛星進入地影時間.
- 觀測者地理位置定位(positioning)及天文導航 (celestial navigation) 應用:
  - 定位: 由一個或多個已知星體 {\displaystyle (\alpha ,\delta )} (或 {\displaystyle (H(\alpha ,t,\lambda ),\delta )}) 在不同時間 {\displaystyle t} 的量測高度與方位 {\displaystyle (a,A)} 決定觀測者(或船舶及飛行器)所在地理位置 {\displaystyle (\lambda ,\phi )}. 理論上, 同一時間三個星體或同一星體三個不同時間的測量, 可以決定觀測者所在的經緯度.
    - 原理: 所有位置中, 會觀測到天體的高度角為 {\displaystyle a} 的所有經緯度的集合, 是一個以天體星下點地理位置 GP 為中心(半徑為餘高, co-altitude, {\displaystyle 90^{\circ }-a}) 的圓圈, 稱為等高度角圈 (簡稱等高圈) (circle of equal altitude) 或稱該觀測高度角對應的位置圈. 觀測者的經緯度必在其中. 若觀測兩個天體的兩個高度角, 可以繪出兩個位置圈, 其交點僅剩兩個, 觀測者的位置必在其中之一. 通常這時就可以輕易排除其一, 而猜到正確經緯度. 若再觀察另一天體並繪出其位置圈, 則三個天體的三個位置圈的交點為唯一, 即為觀測者所在的經緯度.
    - 公式: 利用地平座標中的參數 {\displaystyle Z_{h}} 的角度與位置關係, 給定高度角 {\displaystyle a} 及時間 ({\displaystyle t}, 即可算出天體等高度角圈 (circle of equal altitude), 即位置圈 (Circle of Positions, COP) 中的所有經緯度. 位置圈中的一小段弧線, 約可視為一直線, 稱為位置線 (Line of Positions, LOP). LOP 是天文導航中常用來決定船舶或飛機位置的重要資訊. 用越多的 LOP 的交點所決定的經緯度越精確.

  - 導航: 由假設的地理位置 (AP, Assumed Position) ({\displaystyle \lambda _{AP},\phi _{AP}}) 計算天體在 AP 應有的高度角及方位 ({\displaystyle a_{AP},A_{AP}}), 並將計算值與實際量測到的天體高度角 ({\displaystyle a}) 比較, 推定航行器的適當航向及航程. 這是用 LOP 概念的一種直覺導航方法, 稱為截距法 (intercept method, IM)[2]. 可用來修正航位推測 (Dead reckoning) 的誤差.

- 天體地面位置投影及軌跡推測:
  - 計算天體於特定時間 {\displaystyle t} 向地心投影的地面投影點(稱為星下點 Substellar point)的地理位置 (GP, Geographic Position) (以經緯度表示).
    - {\displaystyle GP(\alpha ,\delta ,t)\triangleq (\lambda _{GP},\phi _{GP})} = ({\displaystyle -GHA(\alpha ,t),\delta }) = ({\displaystyle \alpha -GST(t),\delta }).
    - GHA: 天體的格林威治時角 (向西為正向東為負).
    - 此處經度({\displaystyle \lambda _{GP}})為東經度({\displaystyle \lambda \equiv \lambda _{E}}). 若以西經度({\displaystyle \lambda _{W}})表示, 則 -GHA 前的負號應去除, 改為 +GHA.

  - 計算天體及人造衛星的地面軌跡 (ground track).
  - 繪製太陽所定義出來的晨昏線 (circle of illumination, Terminator (solar)).
  - 繪製日全蝕的地面的全蝕路徑 (path of totality).
- 天體軌道測定 (orbit determination): 由移動天體或人造衛星在不同時間 {\displaystyle t} 的地面觀測數據 {\displaystyle (a,A)} (或 {\displaystyle (\alpha ,\delta )}) 及雷達測距等數據, 推算天體的位置及速度向量 (狀態向量), 並透過軌道力學公式, 推測天體的 軌道要素 (英語：Orbital elements), 以便預測其後續在任意時間點 {\displaystyle t} 的位置 ({\displaystyle (\alpha ,\delta )} 或 {\displaystyle (a,A)}).

## 日出方程式
天體的出沒及持續時間，可以由前述{\displaystyle Z_{h}}中的高度角{\displaystyle a}及時角{\displaystyle H(\alpha ,t,\lambda )}的關係推導出來。其中, 時角隱藏時間({\displaystyle t(jd)})、觀測地經度({\displaystyle \lambda })、觀測天體赤經({\displaystyle \alpha }), 是計算與時間相關的問題時，會被檢視的變數。

### 天體出沒高度的修正因素
天體出沒時，按理說其高度角{\displaystyle a_{0}}應該為{\displaystyle 0^{\circ }}。但由於不同天體視直徑({\displaystyle d})及觀測地的氣候條件(如大氣折射效應, Refraction)或周遭地理狀況之不同(如海拔及障礙物)，{\displaystyle a_{0}}未必為零。
- 比如說，太陽的視直徑約有半度角。因此，當太陽中心還在海平面下半個視直徑的時候，太陽圓盤的上沿 (superior limb) 就已經碰到地平面，日出就算發生了。要計算這種狀況，就必須令 {\displaystyle a_{0}=-{1}/{2}d}。其中的負號，表示還在海平面以下，出沒就發生的狀況。
- 又比如，天體在海平面之下時，由於大氣折射的關係，視位置會被拉高某個角度 {\displaystyle R}，而導致還沒浮出海平面，就已經被看到。那麼，就必須令 {\displaystyle a_{0}=-R}。
- 若兩效應都考慮，就應把這兩個視角度加總。一般計算日出日落時間時，{\displaystyle a_{0}=-{1}/{2}d-R=-50'} 是很常用的修正條件。
- 觀測站如果位於高海拔，其效應等同降低海平面高度，會提早看到真正海平面下的天體。若該角度為 {\displaystyle \eta _{1}}，可令 {\displaystyle a_{0}=-\eta _{1}} 予以補償。
- 如果有天體浮出海平面後還看不到的情況，比如被地平面上的高山或建築擋到了，而該障礙物的視角度為 {\displaystyle \eta _{2}}，那就該在高度角上加計這樣的角度 {\displaystyle a_{0}=+\eta _{2}}。
- 有時，我們關心的並非天體實體而是它引發的效應所發生的時間。比如，曙光(太陽的光線而不是太陽實體)開始出現或暮光結束的時間。這時，可以設定一個慣用的高度角 {\displaystyle TW} (twilight angle)，來計算此類事件的起始及終止時間，而令 {\displaystyle a_{0}=-TW}。由於曙暮光計算所用的角度遠大於其他修正角度，因此其他修正項基本上可以忽略。

所以，計算天體(含太陽)的實體或虛像出現或隱沒時，高度角一般由以下幾個可選的參數決定：
{\displaystyle a_{0}=P-R-1/2d-\eta _{1}+\eta _{2}-TW}
其中，
P: 視差修正 (月亮: 57')
R: 海平面折射角度 (地球: 34')
1/2d: 天體視半徑 (Apparent semi-diameter) (太陽/月亮: 16')
{\displaystyle \eta _{1}=\arccos({\frac {R_{E}}{R_{E}+H_{obs}}})}: 觀測站海拔高度修正
{\displaystyle H_{obs}}: 觀測站海拔高度 (Height of Observatory above sea level)
{\displaystyle R_{E}}: 地球半徑 (Radius of Earth) (6,378,140 m)
{\displaystyle \approx 1'56''{\sqrt {H_{obs}}}}   (地球上的觀測站)
{\displaystyle \eta _{2}=\arctan({\frac {H_{M}}{D_{M}}})}: 高山障礙物角度修正
({\displaystyle H_{M}}: 高山障礙物高度, {\displaystyle D_{M}}: 高山與觀測站距離)
TW: 曙/暮光 (Twilight) 開始/終止時的太陽角度 (海平面下)
民用曙暮光 (Civil twilight): {\displaystyle 6^{\circ }}
航海曙暮光 (Nautical twilight:) {\displaystyle 12^{\circ }}
天文曙暮光 (Astronomical twilight:) {\displaystyle 18^{\circ }}
曙暮光的標準並非依據客觀的太陽物理數據，而是依據不同人群受日光出現之影響程度所訂定的經驗標準。因此有民用曙暮光 (civil twilight)、航海曙暮光 (nautical twilight) 及天文曙暮光 (astronomical twilight) 的訂定。天文觀測一般不願受日光影響，所以希望太陽於地平線下 18 度以下的期間才進行觀測。船隻航行只要清楚看得到海天之交的弧線就可以安心航行，所以用較寬鬆的海平面下 12 度，作為航海曙暮光的標準。至於一般人民，只要天將亮夜未深之際進行作息即可，所以民用曙暮光的標準是更寬鬆的海平面下 6 度。

### 天體出沒的時間計算
給定出沒時的天體高度角{\displaystyle a_{0}}後，假設{\displaystyle H_{0}} 為對應的時角，則計算日(星)出、日(星)落、曙暮光等事件的時間可摘要如下：
{\displaystyle {\begin{aligned}\sin a_{0}&=\cos \phi \cdot \cos \delta \cdot \cos H_{0}+\sin \phi \cdot \sin \delta &&(\triangleq Z_{h}^{0})\\\Rightarrow \cos H_{0}&={\frac {\sin a_{0}-\sin \phi \cdot \sin \delta }{\cos \phi \cdot \cos \delta }}={\frac {\sin a_{0}}{\cos \phi \cdot \cos \delta }}-\tan \phi \cdot \tan \delta &&{\text{(if }}a_{0}\neq 0{\text{)}}\\&=-\tan \phi \cdot \tan \delta &&{\text{(if }}a_{0}=0{\text{)}}\\{\text{Let }}H_{0}&=\arccos({\frac {\sin a_{0}-\sin \phi \cdot \sin \delta }{\cos \phi \cdot \cos \delta }})&&{\text{if }}cosH_{0}\in [-1,+1]\\\Rightarrow H_{0R}&=-H_{0}\equiv 360^{\circ }-H_{0}&&{\text{(HA at Rise time)}}\\H_{0S}&=+H_{0}&&{\text{(HA at Set time)}}\\\end{aligned}}}
此處, 天體出現時的天體時角為{\displaystyle H_{0R}=-H_{0}}，隱沒時的時角為{\displaystyle H_{0S}=+H_{0}}。由於{\displaystyle cos(A)=cos(-A)} 且 {\displaystyle \arccos(\cdot )\in [0,180^{\circ }]}，故滿足 {\displaystyle cos(A)=B} 且在 {\displaystyle A\in } [-180,180] 或 [0,360] 的角度有兩個, 即 {\displaystyle A=\mp \arccos(B)}。因此，其中一個為天體出現時的時角，另一個為隱沒時的時角。
- 注意, 如果 {\displaystyle \cos H_{0}>+1(\approx \tan \phi \cdot tan\delta <-1)} 則該天體永遠不會上升，若 {\displaystyle \cos H_{0}<-1(\approx \tan \phi \cdot tan\delta >+1)} 則該天體永遠不會下沉，便沒有所謂的天體出沒時間。在高緯度 (高{\displaystyle \tan \phi }) 觀察高赤緯 (高{\displaystyle \tan \delta }) 的天體時，這種情況就可能發生。所以，北半球較高緯度的人可能永遠看不到南十字星(crux)上升到地平線上，但會看到北極星(pole star)終年不斷出現在北天極附近，永不落下。對行星及太陽等赤緯會隨時間變化的天體而言，這種現象還跟季節或時間有關。比如，北半球高緯度圈的人在夏至前後會有日不落的永晝現象，到了冬至則看不到太陽升起而有永夜的情境。這都可以由以上公式精確算出來。

若無永晝永夜之類的極端情況，則可由{\displaystyle H_{0}}分別先求出星體出沒的本地恆星時，及格林威治恆星時。並以當日子夜零點的GST ({\displaystyle GST_{0h}}) 為基準，求恆星時差異。當然也可以由兩個 LST 求恆星時差異。隨後將恆星時差異調為太陽時差異。必要時將以日為單位的太陽時差異，以每日24小時換算為時:分:秒，就可求出星體出沒的時間。以下公式概括所有步驟：
{\displaystyle {\begin{aligned}LST_{0}&=\alpha \mp H_{0}&&{\text{(LST for Rise/Set)}}\\GST_{0}&=LST_{0}-\lambda &&{\text{(GST for Rise/Set)}}\\\Delta ST_{0h}&=GST_{0}-GST_{0h}&&{\text{(}}\Delta ST{\text{ as }}\Delta GST{\text{ w.r.t. midnight)}}\\&=LST_{0}-LST_{0h}&&{\text{(or as }}\Delta LST{\text{, both in Degrees)}}\\\Delta t&=\Delta ST_{0h}/R_{0}&&{\text{(difference in Solar time, in Days)}}\\t_{RS}&=t_{0h}+\Delta t\times {24^{h}}=\Delta ST_{0h}/R_{0}\times {24^{h}}&&{\text{(Rise/Set times, in Hour)}}\\\end{aligned}}}
- 注意，以上計算是假設天體的位置 ({\displaystyle \alpha ,\delta }) 在關注的日期不會變動。一般恆星基本上可以使用這樣的假設。至於移動的天體，如太陽及行星甚至移動速度甚快的人造衛星，可能必須反覆校正，才能得到更精確的估算。

### 白晝時間長短及天體可觀測時間
天體出現在地平線上的時間{\displaystyle \Delta T_{RS}}，即從上升到下沉所經歷的時間，其實就是相當於兩倍 {\displaystyle H_{0}} 的時間。如果天體是指太陽的話，這就是白天的時間或日照時間。對其他天體而言，就是最長可觀測的時間 (不考慮曙暮光的影響的話)。
{\displaystyle {\begin{aligned}\Delta T_{RS}&=2H_{0}/R_{0}\times {24^{h}}&&{\text{= twice the time for }}H_{0}\\&=24^{h}&&{\text{if}}\cos H_{0}<-1(\approx \tan \phi \cdot tan\delta >+1){\text{(never set)}}\\&=0^{h}&&{\text{if}}\cos H_{0}>+1(\approx \tan \phi \cdot tan\delta <-1){\text{(never rise)}}\\\end{aligned}}}

### 天體出沒的方位計算
天體出沒的方位角，顯然只跟天體所在的赤緯平行圈及觀測地緯度有關，與出沒時間無關。所有赤緯相同的天體都在同一天球赤緯平行圈上，該平行圈與地平線交於相同的兩點，其方位即天體出或沒時的方位。給定出沒時的天體高度角{\displaystyle a_{0}} 及觀測地緯度 {\displaystyle \phi }，假設{\displaystyle A_{S0}} 及 {\displaystyle A_{N0}} 分別為對應的南方位角及北方位角，則該方位角可計算如下 (如果有出沒狀況的話)：
{\displaystyle {\begin{aligned}\sin \delta &=-\cos \phi \cdot \cos a_{0}\cdot \cos A_{S0}+\sin \phi \cdot \sin a_{0}&&(\triangleq Z_{e}^{0})\\\Rightarrow \cos A_{S0}&={\frac {\sin \delta -\sin \phi \cdot \sin a_{0}}{-\cos \phi \cdot \cos a_{0}}}&&{\text{(if }}a_{0}\neq 0{\text{)}}\\&={\frac {\sin \delta }{-\cos \phi }}&&{\text{(if }}a_{0}=0{\text{)}}\\{\text{Let }}A_{S0}&=\arccos({\frac {\sin \delta -\sin \phi \cdot \sin a_{0}}{-\cos \phi \cdot \cos a_{0}}})&&{\text{if }}cosH_{0}\in [-1,+1],{\text{has rise/set}}\\\Rightarrow A_{S0R}&=-A_{S0}\equiv 360^{\circ }-A_{S0}&&H_{0}\in [-0,-180]{\text{ (South Azimuth for Rise)}}\\A_{S0S}&=+A_{S0}&&H_{0}\in [+0,+180]{\text{ (South Azimuth for Set)}}\\{\text{and, }}A_{N0}&=A_{S0}+180^{\circ }&&{\text{(North Azimuth)}}\\\end{aligned}}}
另外, 也可以直接由 {\displaystyle A_{N}} 的公式, 求解日出日落時的北方位角,
{\displaystyle {\begin{aligned}\sin \delta &=\cos \phi \cdot \cos a_{0}\cdot \cos A_{N0}+\sin \phi \cdot \sin a_{0}&&(\triangleq Z_{eN}^{0})\\\Rightarrow \cos A_{N0}&={\frac {\sin \delta -\sin \phi \cdot \sin a_{0}}{\cos \phi \cdot \cos a_{0}}}&&{\text{(if }}a_{0}\neq 0{\text{)}}\\&={\frac {\sin \delta }{\cos \phi }}&&{\text{(if }}a_{0}=0{\text{)}}\\{\text{Let }}A_{N0}&=\arccos({\frac {\sin \delta -\sin \phi \cdot \sin a_{0}}{\cos \phi \cdot \cos a_{0}}})&&{\text{if }}cosH_{0}\in [-1,+1],{\text{has rise/set}}\\\Rightarrow A_{N0R}&=+A_{N0}&&H_{0}\in [-0,-180]{\text{ (North Azimuth for Rise)}}\\A_{N0S}&=-A_{N0}\equiv 360^{\circ }-A_{N0}&&H_{0}\in [+0,+180]{\text{ (North Azimuth for Set)}}\\{\text{and, }}A_{S0}&=A_{N0}-180^{\circ }&&{\text{(South Azimuth)}}\\\end{aligned}}}

## 天體導航截距法
以上，{\displaystyle a_{0}\neq 0} 的公式，不只可以求解日升日落(星升星落)(即 {\displaystyle a_{0}\approx 0}) 的狀況，也可以求一般狀況下的天體高度及方位角。
這時常應用在天文航海或天體導航 (Celestial Navigation) 中的截距法 (Intercept Method)。在此法中，領航員為了確定自身的經緯度，必須計算在某個假設的地理位置 (AP, Assumed Position) 上，導航天體會被觀測到的計算高度 (通常記為 {\displaystyle Hc}, 相當於公式中的 {\displaystyle a_{0}}) 及方位角 (北方位角通常記為 {\displaystyle Zn}, 相當於公式中的 {\displaystyle A_{N0}})，再與實際觀測到的高度角 (通常記為 {\displaystyle Ho}) 比較，來決定應該將 AP 往天體的地理位置 (GP, Geographic Position, 即天體在地球表面的星下點位置) 方向前進或後退若干海里，以得到航行器本身實際的經緯度。
如果觀測到的高度角大於在 AP 的計算高度 ({\displaystyle H_{o}>H_{c}})，代表航行器比假設位置更靠近天體。這就好像面對遠方導航的燈塔(天體)時，越靠近燈塔，所測量到的塔頂高度角越大。在此情況下，就應把 AP 的座標點，沿計算方位角 Zn 的方向，往天體(GP)方向推進，以推得航行器本身的位置。反之，若 {\displaystyle H_{o}<H_{c}}，就應把 AP 的座標往 Zn 的相反方向後退，遠離天體，來推得航行器本身的位置。這種直觀的位置修正法則，一般簡記為 HoMoTo 法則 (if HO is MOre than Hc, move AP TOward GP for a fix.)
以上所選的 AP 通常是利用其他航位推測法 (如航速及水流/風的速度) 所獲得的大略位置，故與實際位置所推算的導航天體方位角及高度角不會相差太多。但透過星體導航，可以得到更精確的位置，因為星體的位置可以精密推算得到，變成所有航行器都可以參考的 '燈塔'。至於 AP 往前推進(或後退)的距離，稱為截距距離 (intercept distance)，可以由 {\displaystyle (H_{o}-H_{c})\times 1nm/arcmin} 推得。這是因為觀測地與 GP 的角距離為 {\displaystyle 90^{\circ }-H_{o}}, 等於天體的天頂距 (ZD, Zenith Distance)。所以，觀測地與 AP 的角距離為 {\displaystyle H_{o}-H_{c}}。而 1 海里 (nautical mile, nm) 的定義為地表航行 1 分角的平均距離 (約 1.852 km)。故可換算截距距離為高度角差距乘以每一分角度一海里(或每一度60海里)。

### 恆星追蹤儀與彈道飛彈導航
火箭、人造衛星、彈道飛彈、太空梭、太空船也可以用明亮的恆星執行導航任務。執行此類導航的裝置通常稱為恆星追蹤儀 (Star Tracker)，或恆星追蹤器、跟星儀、星象儀、星光探測器等等。多數的恆星追蹤儀內部存有已知位置的亮星赤經赤緯資料庫。航行途中，追蹤儀透過一個或一個以上的相機鏡頭或望遠鏡獲取視野內的星空影像，並將所拍攝的影像與資料庫裡的亮星比對，辨識出視野內的恆星或星座。並從鏡頭感光器上的恆星亮點與鏡頭的相對角度，求出飛行器的姿態(altitude)及定位。就像人類從天空辨識到北斗七星及相對高度方位，從而瞭解所在位置一樣。
對於固定軌道的彈道飛彈而言，則可預先計算每個預訂時刻在預定位置可以觀察到的亮星，及其相對於飛行路徑的假想地平面的高度角及方位角。並從實際的觀測值與計算值的差距，產生錯誤修正訊號，以修正其飛行軌跡，最終將飛彈導引至目的地。其原理類似前述的截距法。但所有修正都由飛行電腦及導航機構自動完成。
在實際運用上，天體導航有時會與其他導航系統結合，截長補短，以提高導航的精確度。例如，恆星追蹤儀可能跟慣性導航系統 (INS, Inertial Navigation System) 結合，形成所謂的星光慣性導航系統 (Stellar Inertial Navigation Systems)。

## 太阳的位置
在地平坐標系統中，有好幾種方法可以計算太陽的視位置。
完整和精確的計算方法可以參考比利時天文學家簡米斯的天文計算（Astronomical Algorithms）
下面是一種簡單的近似計算法的例子：
已知：
- 在一年中的日期和當天的時間
- 觀測者的地理坐標（經度、緯度）和時區

以下的公式可以算出太陽的赤緯：
- {\displaystyle \delta =-23.45^{\circ }\cdot \cos \left({\frac {360^{\circ }}{365}}\cdot \left(N+10\right)\right)}
  - 此處的{\displaystyle N}是自1月1日開始的天數。
- 用以下步驟可以計算太陽時角 {\displaystyle H}。此處的真時角是觀測者因為地球的自轉與太陽之間相對應的角度。
  - 令hh:mm為觀測者由計時器所得到的時間。
  - 將時與分結合成一個變數{\displaystyle T} = hh + mm/60，單位為時。
  - hh:mm是官方（公眾）在時區中所使用的時間，與觀測者所需要的地方時（真正以太陽的位置定出的時間）是不同的，{\displaystyle T}必須依照經度來修正＋（經度/15－時區），這是時區內的標準時間和觀測者在地的真太阳時之間的差異。
  - 如果在夏季有使用日光節約時間（或稱夏令時），還要從官方時間減一小時，才是當地的標準時。
  - 當天的均時差也要加入，由於{\displaystyle T}的單位是時，均時差需要除以60，由分轉為時之後才能併入。
  - 現在已經可以算出太陽的時角了。事實上這個角度是由下面的算式直接得到：
- {\displaystyle H=(12-T)\cdot 15}
  - 由於{\displaystyle T}是以時來計算，而地球每小時轉動15度，所以{\displaystyle H}的單位是度。如果要轉成徑度量，只要成上2π/360就可以了。
- 使用赤道座標轉地平座標的公式，由 ({\displaystyle H,\delta }) 計算太陽的高度與方位：({\displaystyle A_{S},a}) 或 ({\displaystyle A_{N},a})。
  - 這樣的訊息，可以用來自動追蹤太陽，讓以太陽驅動的能源裝置，如地面或太空中的太陽能光電模組，能對準太陽光來向，獲取最大的日照強度及太陽能。

## 天體的位置
其他移動的天體，如行星、彗星、小行星、月亮、行星的衛星、人造衛星、太空船等，也可以透過解克卜勒方程式，求得它們在其軌道面的即時位置，再透過適當的座標轉換，將軌道面座標轉換到赤道座標，再轉換到水平座標。這樣就可以預測它們的方位角及高度角，再以人工或自動的方式，加以追蹤。(太陽系行星位置計算及行星軌道要素

可參考 NASA 外部鏈結.)

## 外部鏈結
- Kstars, Jason Harris, Celestial Coordinate Systems（页面存档备份，存于）
- 適合Linux/KDE和Windows/OsX的天象儀程式KStars（页面存档备份，存于）
- Rise and Set of a Celestial Body （页面存档备份，存于）
- JPL, NASA, Approximate Positions of the Planets （页面存档备份，存于）
- Celestial Navigation (+Intercept Methods) （页面存档备份，存于）
- WWII U.S. Army Air Force Training Film - Celestial Navigation （页面存档备份，存于）